# Агітаційна листівка
Агітаційна листівка, розм. метелик — невеликий аркуш паперу із текстом агітаційного, а також рекламного характеру. В Україні агітаційна листівка є неофіційним терміном.

## Види
- Інформаційні листівки
- Аналітичні листівки — найпоширеніший вид листівок. На відміну від інформаційних, що характеризуються простим викладом красномовних фактів, аналітичні листівки роз'ясняють яку-небудь одну проблему. Основний тип подачі матеріалу в них — виклад, обговорення, роз'яснення. Вони обов'язково включають тезу, підтверджену відповідною аргументацією.
- Особливим видом листівок є спеціальні листівки, які включають: листівки-документи, маскувальні листівки, відозви й листи військовополонених (цивільних осіб), листівки-перепустки, листівки-гасла.
  - Листівки-документи містять тексти урядових документів, офіційних заяв, розпоряджень, обігів командування до населення й військ супротивника, ультиматумів. Вони відрізняються однозначністю змісту, можуть являти собою факсиміле оригіналів різних документів. У маскувальних листівках зміст і поліграфічне оформлення маскується під відповідне видання (періодичні друковані видання супротивника, його накази, інструкції, іншу службову документацію). Підготовка тексту й поліграфічне оформлення такого роду листівок вимагає дуже високої професійної майстерності.
  - Листівки-перепустки являють собою своєрідний документ для в полон. Крім заклику до здачі в полон, вони містять правила здачі, гарантії безпеки для що здалися, пояснення порядку поводження з військовополоненими.
  - Листівки-гасла й листівки-заклики містять лаконічні тексти у формі закликів з метою спонукати читачів до бажаних конкретних дій. Листівки-гасла мають, як правило, невеликий формат (1/32 чи 1/64 друкованого аркуша). Текст їх набирають великим шрифтом, друкують у кілька фарб. Листівки-гасла можуть також виготовляти у вигляді плакатів і розклеювати в доступні для огляду місцях, наприклад, на задніх бамперах легкових автомобілів, на бойовій техніці й тощо[4]